# David de Kakhètia
David de Kakhètia (en georgià: დავით, Davit) fou un korikoz (Corbisbe) i rei de Kakhètia de la dinastia dels Kyriàcides o Ciriàquides del 976 al 1010.

## Biografia
David era el fils del rei Ciríac II de Kakhètia; va succeir al seu pare i va regnar sàviament durant trenta-quatre anys segons la Crònica georgiana, abans d'haver d'enfrontar l'hegemonia de Bagrat III de Geòrgia que el va fer el seu vassall. Fou vençut i mort el 1010 mentre que el seu país fou ocupat.
El seu fill Ciríac III de Kakhètia no podrà reprendre el seu tron fins al 1014 després de la mort de Bagrat III de Geòrgia.

## Posteritat
Es va casar amb una filla de Lleó III d'Abkàzia amb la va tenir tres fills :
- Ciríac III de Kakhètia, futur rei de Kakhètia
- Zolakertel, casada amb David Anholin, rei de Lori
- una filla, casada a un príncep de Marisili